# Wilesindo
Wilesindo (también llamado Gulesindo) fue obispo de Pamplona entre los años 845 y 860 siendo rey de Pamplona García Íñiguez, por mano del cual fundó el monasterio de Santa María de Fuenfría (Salvatierra de Escá) y el de Santa María de Obarra (Val de Isábena) en Ribagorza. 
Durante el desempeño de su cargo, corriendo en el año 851, recibe la visita, y luego una carta, de San Eulogio de Córdoba. La famosa Carta de San Eulogio ofrece un sinfín de detalles históricos muy interesantes, además de ser un documento auténtico, manuscrito de los más singulares que de aquella época se conservan. 